# Samuel Morin
Samuel Morin (* 12. Juli 1995 in Lac-Beauport, Québec) ist ein ehemaliger kanadischer Eishockeyspieler, der im Verlauf seiner aktiven Karriere zwischen 2011 und 2021 unter anderem 29 Spiele für die Philadelphia Flyers in der National Hockey League (NHL) auf der Position des Verteidigers bestritten hat. Ebenso absolvierte Morin, der seine Karriere aufgrund zahlreicher Knieverletzungen vorzeitig beenden musste, weitere 185 Partien für die Lehigh Valley Phantoms in der American Hockey League (AHL). Seinen größten Karriereerfolg feierte er jedoch im Trikot der kanadischen U20-Nationalmannschaft mit dem Gewinn der Goldmedaille bei der U20-Junioren-Weltmeisterschaft 2015.

## Karriere
Morin begann seine Karriere bei den Commandeurs de Lévis in der Provinz Québec. In der Saison 2010/11 verzeichnete er in 36 Spielen zwölf Assists und 40 Strafminuten. In drei Playoff-Partien erzielte er einen Assist. Außerdem vertrat er seine Heimatprovinz bei den Canada Games 2011. Am Ende der Saison wurde er im Entry Draft der Ligue de hockey junior majeur du Québec (LHJMQ) von den Rimouski Océanic an siebter Stelle ausgewählt. Zur folgenden Spielzeit wechselte der Verteidiger zu den Océanic in die LHJMQ und bestritt 62 Partien, bei denen er acht Assists erzielte. In zehn Playoff-Partien, die restlichen verpasste Morin wegen einer Verletzung, bereitete er ein Tor vor. In seiner ersten Saison bei den Océanic de Rimouski wurde er ins All-Rookie Team der LHJMQ gewählt. In der Saison 2012/13 kam Morin in 46 Partien zum Einsatz, schoss vier Tore und bereitete zwölf weitere vor. Den Saisonstart verpasste er aufgrund einer Oberkörperverletzung. Im NHL Entry Draft 2013 wurde er von den Philadelphia Flyers an insgesamt elfter Stelle ausgewählt. In seiner dritten Spielzeit in Rimouski kam er in 54 Einsätzen zu 31 Scorerpunkten.
Im Jahr 2015 gewann er mit den Océanic de Rimouski die Coupe du Président, bevor er mit Beginn der Saison 2015/16 in die Organisation der Philadelphia Flyers wechselte. Nach zwei kompletten Spielzeiten in der American Hockey League (AHL), beim Farmteam der Flyers, den Lehigh Valley Phantoms, debütierte Morin im April 2017 in der National Hockey League (NHL). Nachdem er große Teile der Spielzeit 2017/18 aufgrund eines Kreuzbandrisses verpasst hatte, unterzeichnete er im Juni 2018 einen neuen Dreijahresvertrag in Philadelphia. Im November 2019 zog er sich die Verletzung im selben Knie erneut zu, sodass er auch in der Saison 2019/20 kaum zum Einsatz kam und in der durch COVID-19 geprägten Spielzeit 2020/21 auf lediglich 27 Spiele in NHL und AHL kam. Nachdem der Kanadier aufgrund von Folgeproblemen aufgrund der Verletzungen die gesamte Spielzeit 2021/22 erneut ohne Einsatzminuten geblieben war, gab er im Mai 2022 im Alter von 26 Jahren sein vorzeitiges Karriereende bekannt.

### International
Morin vertrat sein Heimatland bei der Eishockey-Weltmeisterschaft der U18-Junioren 2013. Dort gewann er mit dem kanadischen Team die Goldmedaille. Im selben Jahr nahm er mit der Provinz Québec an der World U-17 Hockey Challenge 2012 teil. Im Jahr 2015 nahm er an der U20-Weltmeisterschaft im eigenen Land teil und gewann dort die Goldmedaille.

## Erfolge und Auszeichnungen
- 2012 LHJMQ All-Rookie Team
- 2013 Teilnahme am CHL Top Prospects Game
- 2015 Coupe-du-Président-Gewinn mit den Océanic de Rimouski

### International
- 2013 Goldmedaille bei der U18-Junioren-Weltmeisterschaft
- 2015 Goldmedaille bei der U20-Junioren-Weltmeisterschaft

## Karrierestatistik

### International
Vertrat Kanada bei:
- U18-Junioren-Weltmeisterschaft 2013
- U20-Junioren-Weltmeisterschaft 2015

(Legende zur Spielerstatistik: Sp oder GP = absolvierte Spiele; T oder G = erzielte Tore; V oder A = erzielte Assists; Pkt oder Pts = erzielte Scorerpunkte; SM oder PIM = erhaltene Strafminuten; +/− = Plus/Minus-Bilanz; PP = erzielte Überzahltore; SH = erzielte Unterzahltore; GW = erzielte Siegtore; 1 Play-downs/Relegation; Kursiv: Statistik nicht vollständig)